# تخزين الكربون في التربة
تُعد التربة واحدة من أكبر مستودعات الكربون على سطح الأرض، إذ تخزن كميات من الكربون تفوق ما يوجد في الغلاف الجوي وجميع النباتات الأرضية مجتمعة. وتساهم المواد العضوية في التربة، بما في ذلك الجذور المتحللة وبقايا النباتات والكائنات الدقيقة، بشكل كبير في هذه العملية.

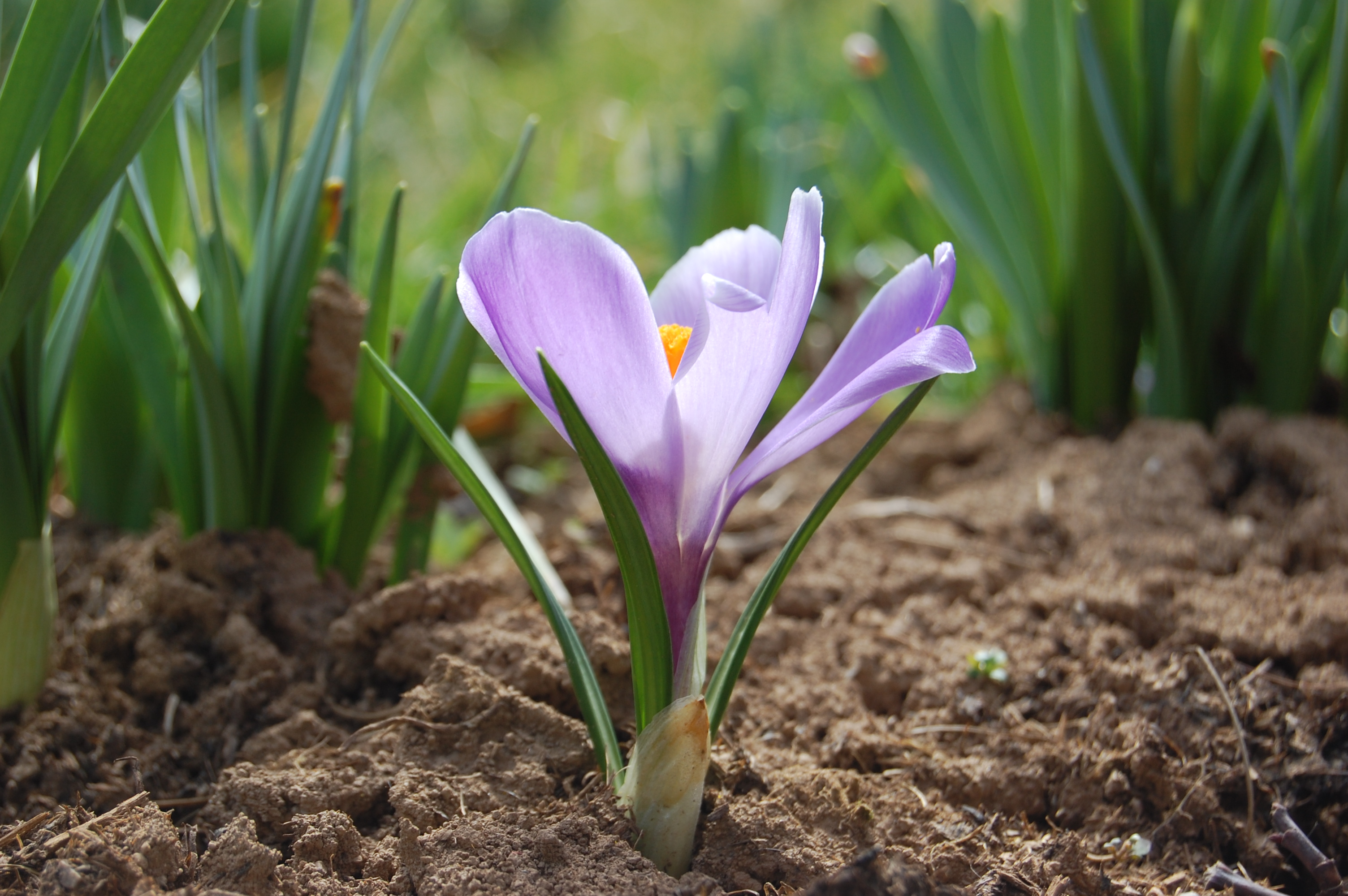
Soil

وفقًا لمنظمة الأغذية والزراعة، تحتوي التربة حول العالم على نحو 2,500 مليار طن من الكربون، مقارنةً بحوالي 800 مليار طن مخزنة في الغلاف الجوي. وتُبرز هذه الكمية الهائلة من الكربون الدور الحيوي لصحة التربة في تنظيم المناخ. وتُعد ممارسات إدارة الأراضي المستدامة، مثل الزراعة المحافظة على الموارد ومنع إزالة الغابات، ضرورية للحفاظ على هذا المخزون الكربوني الحيوي والمساهمة في التخفيف من آثار تغيّر المناخ.